# ارام‌اس کارونیا (۱۹۴۷)
RMS Caronia ۳۴٬۱۸۳ GRT بود کشتی مسافربری خط کانارد (در آن زمان خط کانارد وایت استار). او در ۳۰ اکتبر ۱۹۴۷ راه اندازی شد و تا سال ۱۹۶۷ با کانارد خدمت کرد. او در ابتدا پس از ترامواهای سبز و سفید لیورپول «الهه سبز» لقب «الهه سبز» داشت و این نام مستعار ماند. او یکی از اولین کشتی‌های «دو منظوره» بود که هم برای گذرگاه‌های بین‌آتلانتیک کلاس ۲ و هم برای کروز کلاس ۱ ساخته شد. پس از ترک کانارد، او برای مدت کوتاهی در سال ۱۹۶۹ به عنوان SS Caribia خدمت کرد، پس از آن تا سال ۱۹۷۴ در نیویورک بستری شد، زمانی که برای قراضه فروخته شد. در حالی که برای اسقاط به تایوان کشیده می‌شد، در ۱۲ اوت گرفتار طوفان شد. پس از قطع شدن خطوط بکسل او، بارها بر روی موج شکن سنگی خارج از بندر آپرا، گوام، سقوط کرد و به سه بخش تقسیم شد.

## تاریخ
پس از جنگ جهانی دوم، خط کانارد وایت استار سه کشتی را در مسیر ساوت همپتون - نیویورک اداره کرد. کشتی معروف RMS <i id="mwGg">Queen Mary</i> و RMS <i id="mwHA">Queen Elizabeth</i> یک سرویس سریع هفتگی را انجام می‌دادند که کشتی کوچکتر و کندتر RMS <i id="mwHg">مورتانیا</i> به عنوان سومین کشتی در مسیر حرکت می‌کرد. این شرکت سفارشی برای یک همکار به مورتانیا، کشتی با سرعت و نسبت‌های مشابه برای حرکت فراآتلانتیک داد. در نهایت این نقش کشتی جدید نبود، زیرا مدیران کانارد وایت استار تصمیم گرفتند که کشتی جدید اساساً برای سفرهای دریایی ساخته شود.
با در نظر گرفتن این موضوع، کشتی جدید - که به زودی توسط پرنسس الیزابت کارونیا نامیده می‌شود - ویژگی‌های بسیار متفاوتی را از همتایان ناوگان کانارد وایت استار دریافت کرد. یک استخر روباز یک چیز جدید بود، همان‌طور که امکانات حمام / دوش در هر کابین وجود داشت. با این حال، بر خلاف کشتی‌های کروز مدرن، اقامتگاه او در سفرهای ماوراء اقیانوس اطلس به دو طبقه تقسیم می‌شد. اول و کابین.
در سفرهای دریایی، همه اقامتگاه‌ها به صورت یک کلاس فروخته می‌شد، اگرچه بسیاری از اتاق‌های کابینت، هم در عرشه A و هم در عرشه R معمولاً به کلاس کابین اختصاص داده می‌شدند. حتی برخی از کابین‌های عرشه B در سفرهای دریایی فروخته می‌شد. هر دو رستوران منوی یکسانی را تنها در یک جلسه سرو می‌کردند و مسافران به رستورانی وابسته به مکان اتاق‌های کابینتشان اختصاص داده می‌شدند. در سفرهای دریایی کوتاه به دریای کارائیب و آمریکای جنوبی، هر کابین برای اشغال ارائه می‌شد و اغلب، مانند گذرگاه‌های اقیانوس اطلس، دو نشست برای ناهار و شام وجود داشت.
برای اینکه او را از آسترهای کانارد وایت استار متمایز کند، شرکت تصمیم گرفت طرح رنگی متفاوتی به او بدهد. کارونیا به جای رفتن به بدنه سیاه معمولی آن زمان با روبنای سفید، رنگی منحصر به فرد از چهار رنگ مختلف "Cruising Green" دریافت کرد که او را به یک کشتی بسیار جذاب و فوراً قابل تشخیص تبدیل کرد.
یکی دیگر از ویژگی‌های قابل توجه کشتی، قیف تک بزرگ او بود، یکی از بزرگترین قیف‌های نصب شده روی یک کشتی. این قیف مشابه قیف‌های SS بعدی ایالات متحده، به راحتی باد را گرفت و حمل کشتی را تا حدودی دشوار می‌کرد. کارونیا بزرگترین کشتی مسافربری بود که بعد از جنگ جهانی دوم تا ملکه الیزابت ۲ بیست سال بعد در اسکاتلند ساخته شد.

### ۱۹۴۹–۱۹۵۹: یک کشتی جلوتر از زمان خود
RMS Caronia کاملاً جدید اولین سفر خود را در ۴ ژانویه ۱۹۴۹ بین ساوتهمپتون و نیویورک انجام داد. قبل از اینکه کشتی اولین سفرهای دریایی خود را از نیویورک به دریای کارائیب آغاز کند، دو گذرگاه ترانس آتلانتیک دیگر دنبال شد. در سال‌های اول زندگی، او بیشتر سال را در گذرگاه‌های فرا اقیانوس اطلس می‌گذراند. فقط در طول زمستان او به سفر دریایی مشغول بود. در سال ۱۹۵۱ او اولین سفر دریایی خود را انجام داد. از سال ۱۹۵۲ به بعد، او فقط در ماه‌های آگوست و سپتامبر گذرگاه‌های ماوراء اقیانوس اطلس را انجام داد و بقیه سال را به سفرهای دریایی اختصاص داد. در طول یکی از این سفرهای دریایی، او در ۱۲ مارس ۱۹۵۲ در مصر هنگام عبور از کانال سوئز به گل نشست. در ماه مه ۱۹۵۳، Caronia معروفترین سفر دریایی خود را انجام داد، که مربوط به مراسم تاجگذاری ملکه الیزابت دوم بود (که ۶ سال قبل کرونیا را نامگذاری کرده بود). از این کشتی به عنوان هتل استفاده می‌شد، زیرا بیشتر محل اقامت در بریتانیا به‌طور کامل رزرو شده بود.
کارونیا در ۳۱ مه ۱۹۵۶ در مسینا، سیسیل، ایتالیا به گل نشست، اما روز بعد دوباره شناور شد. بازسازی سالانه او در نوامبر ۱۹۵۶ باعث شد که Caronia برای سفرهای دریایی در جنوب با تهویه مطبوع مجهز به کل کشتی مدرن شود. سفر دریایی او در جهان در سال ۱۹۵۸ شاهد شدیدترین حادثه زندگی حرفه ای اش بود. او که به آرامی از بندر یوکوهاما خارج شد تا از برخورد با یک کشتی نیروی دریایی ایالات متحده جلوگیری کند، توسط بادهای شدید در برابر موج شکن بندر رانده شد که باعث آسیب جدی به کمان او شد و در این فرایند یک فانوس دریایی بندر را تخریب کرد. خوشبختانه نیروی دریایی ایالات متحده به کانارد اجازه داد تا از حوض خشک خود در حیاط یوکوسوکا برای تعمیرات کارونیا استفاده کند. در همان سال سفر پاییزی Caronia ' دریای مدیترانه به دلیل تنش‌های سیاسی در خاورمیانه لغو شد.

### ۱۹۵۹–۱۹۶۷: رقابت فرا می‌رسد
در سال ۱۹۵۹، Caronia برای آخرین بار عبور منظم از اقیانوس اطلس را انجام داد. رقابت از سوی هواپیمای جت به این معنی بود که در تجارت اقیانوس اطلس شمالی مسافران کافی برای او وجود نداشت. از اینجا گذرگاه‌های ماوراء اقیانوس اطلس در حال تغییر موقعیت سفرها بود. اولین سفر هر سال یک کروز استرلینگ است، به این دلیل که سایر کشتی‌های دریایی Caronia فقط با دلار آمریکا پرداخت می‌شوند و به جای مسیر مستقیم معمول، از مسیر جنوبی از طریق باهاما استفاده می‌کنند. کاهش تعداد مسافران در اقیانوس اطلس شمالی همچنین به این معنی بود که تعداد بیشتری از لاینرهای کانارد برای استفاده در سفرهای دریایی بازسازی شدند و طرح رنگ سبز مشابهی با Caronia دریافت کردند، که در سال ۱۹۶۲ به عنوان رنگ‌های رسمی مسافرتی خط معرفی شدند، زمانی که RMS Mauretania برای سفرهای دریایی رنگ‌آمیزی شد. (اگرچه در غیر این صورت به‌طور قابل توجهی برای نقش اقتباس نشده‌است). در سال ۱۹۶۳، RMS <i id="mwWg">Franconia</i> و RMS <i id="mwXA">Carmania</i> که به شدت بازسازی شد و به آن تغییر نام داد، همین روند را دنبال کردند. در این زمان، برنامه‌های سفر Caronia به یک الگوی سالانه تبدیل شده بود، هر سفر دریایی مکان ایده‌آل خود را در تقویم پیدا کرده بود.
در اوایل دهه ۱۹۶۰، سایر شرکت‌های کشتیرانی در حال رسیدن به کانارد بودند و کشتی‌های تفریحی مخصوص خود را می‌ساختند، که علاوه بر تجهیز بهتر از Caronia، بهتر از همیشه برای سفرهای دریایی مناسب بودند. کانارد برای همگام شدن با رقبای جدیدترش، تصمیم گرفت که در نوامبر ۱۹۶۵، کارونیا به مدت ده هفته در حوض خشک باشد، سوئیت‌های جدید و یک عرشه لیدو ساخته شود و فضای داخلی او به روز شود. ۱۹۶۶ با خود اعتصاب دریانوردان در بریتانیا را به همراه داشت که مسیرهای سفر کارونیا را به شدت ناراحت کرد. در نتیجه افزایش هزینه‌های عملیاتی، سال ۱۹۶۷ اولین سالی بود که Caronia برای صاحبانش سودی نداشت. به دلیل افزایش رقابت، کانارد تصمیم گرفت او را در پایان سال از خدمت کنار بگذارد. به‌طور مناسب، آخرین سفر Caronia برای Cunard یک گذرگاه بین اقیانوس اطلس از نیویورک به ساوتهمپتون بود.

### ۱۹۶۸–۱۹۷۴: سالهای پایانی

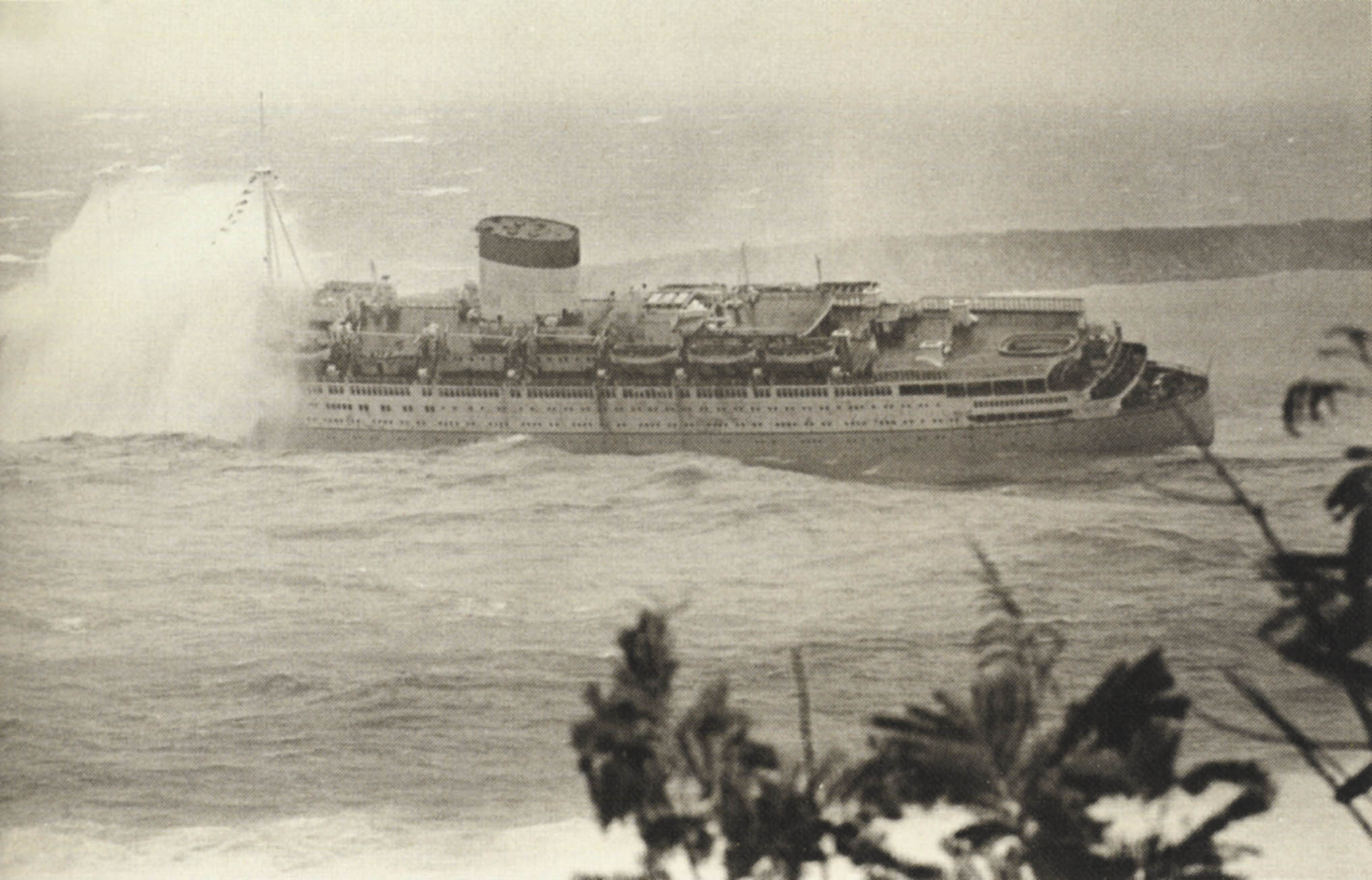
SS Caribia در آپرا بندر، گوام، اوت ۱۹۷۴ تجزیه می‌شود

در اوایل سال 1968 Caronia به Star Shipping فروخته شد، یک شرکت متعلق به منافع ایالات متحده و پاناما. او به اس اس کلمبیا تغییر نام داد و برای بازسازی به یونان رفت. کانارد به کارونیا اجازه داده بود که از برنامه تعمیر و نگهداری خود عقب بماند و موتورهای او نیاز به تعمیر اساسی داشتند. قطعات جایگزین از یک شرکت یونانی سفارش داده شد تا از سازنده اصلی. در حالی که او در حال بازسازی بود، اندرو کنستانینیدیس کنترل کلمبیا را به دست گرفت و سایر صاحبان Star Line را خریداری کرد و نام او را به SS Caribia تغییر داد. بازسازی او تکمیل شد و به او یک طرح رنگ کاملاً سفید جدید داده شد. او در پاناما ثبت شد و تناژ او به 25794 GRT کاهش یافت. فوریه ۱۹۶۹، Caribia اولین سفر دریایی خود را از نیویورک به دریای کارائیب آغاز کرد. این سفر به دلیل نقص در سیستم زباله او مانع شد. اوضاع در سفر دوم او بدتر شد، زمانی که انفجار در موتورخانه منجر به مرگ یکی از خدمه و سوختن شدید یکی دیگر شد. علاوه بر این، کشتی به مدت بیست ساعت تمام برق خود را از دست داد تا اینکه تعمیرات به او اجازه بازگشت به بندر را داد. این حادثه اعتماد عمومی به کشتی را تضعیف کرد. کشتی Caribia لنگان به نیویورک بازگشت تا دیگر سفری تجاری نداشته باشد.
برنامه‌هایی برای احیای کاریبیا برای پنج سال آینده در نظر گرفته شد، اما او در نیویورک لنگر انداخت و بدهی‌های اسکله‌اش همچنان انباشته می‌شد. سرانجام در ژوئیه ۱۹۷۴ صاحبان او تسلیم شدند و کشتی زمانی بزرگ را برای قراضه فروختند. یدک‌کش اقیانوس آلمانی هامبورگ وظیفه یدک کشی کشتی Caribia را به حیاط شکن در تایوان واگذار کرد. در حالی که در نزدیکی هونولولو، کشتی در خطر واژگونی بود. اما تعمیرات انجام شد و ادامه یافت. این دو کشتی به سمت طوفان مری در نزدیکی گوام حرکت کردند. در ۱۲ آگوست ۱۹۷۴، ژنراتورهای هامبورگ از کار افتاد و خدمه او مجبور شدند برای نجات کشتی خود، کشتی Caribia را قطع کنند. بادهای طوفان کشتی بی جان را به سمت موج شکن آپرا بندرگاه سوق داد و در آنجا غرق شد.
کشتی شکسته شده Caribia که خطری برای کشتیرانی محلی بود، به سرعت از بین رفت. قبل از اینکه این اتفاق بیفتد، مشخص شد که او در کنار یک فرود کرافت در دوران جنگ کره که در همان مکان غرق شده بود، استراحت کرده بود. این لندینگ کرافت با تن‌ها مهمات شامل گلوله‌های ۲۲ میلی‌متری، ۴۰ میلی‌متری، ۵ اینچی و ۸ اینچی پر شده بود. این امر مستلزم حذف دقیق همه این مواد بیش از ۵ ماه قبل از ادامه حذف Caribia بود. حذف او بسیار فوری بود زیرا هالک Caribia ورودی بندر آپرا را مسدود کرد. از آنجایی که آپرا تنها بندر آب عمیق در گوام است، تأمین مجدد بسیاری از کالاهای حیاتی (مثلاً فرآورده‌های نفتی) غیرممکن یا دشوار می‌شود. هیچ کشتی تجاری یا نظامی نمی‌توانست بندر را ترک کند یا وارد بندر شود تا زمانی که قسمت‌های قابل توجهی از عقب او برای اولین بار برداشته نشده بود. تا ژانویه ۱۹۷۵، قسمت اعظم قسمت عقب کاریبا برداشته شد، بنابراین دسترسی به بندر و از آن بازگردانده شد. پس از آن، خراش دادن به‌طور معمول روی کمان او ادامه یافت. آنچه از لاشه او باقی مانده بود در اواخر سال ۱۹۷۵ برداشته شد. زندگی او تنها ۲۵ سال پس از به خدمت گرفتن او به پایان رسید. علیرغم اینکه احتمالاً آینده‌نگرترین کشتی زمان خود بود، او تنها ۱۹ سال در خدمت بود.

## بیشتر خواندن
- - Sample Pages from RMS Caronia Cunard's Green Goddess by Bill Miller and Brian Hawley

الگو:Cunard ships